# Бріколаж
Бріколаж (від фр. bricolage) — термін, що позначає процес створення чогось із вже існуючих засобів і результат такої діяльності. Застосовується у мистецтвознавстві, європейській соціології релігії та антропології, програмуванні й багатьох інших науках.
В суспільних науках також позначає особливий тип свідомості, притаманний первісному, або традиційному, мисленню на відміну від сучасного типу свідомості. Носій такої свідомості — бриколер — формує свій світогляд, комбінуючи елементи різних світоглядів, віровчень, ідеологій. Теорія бріколажу за змістом наближена до теорії «клаптевої релігії».

## Історія виникнення терміна
До наукової термінології слово «бріколаж» було введено Клодом Леві-Стросом, у книзі «Неприборкана думка» (La Pensée sauvage, 1962). Леві-Строс запропонував перенести термін з ігор, де він позначав певний незумовлений логікою та не очікуваний рух, до антропології, де бріколаж став важливою характеристикою первісного мислення. Бріколера — людину, що користується в практиці методом бріколажу, — Леві-Стросс відрізняв від людини сучасної цивілізації — інженера. 
«Бріколер здатний виконати величезну кількість різноманітних завдань. Але на відміну від інженера жодну з них він не ставить у залежність від видобування сировини та інструментів, задуманих і забезпечених згідно проекту: світ його інструментів завжди замкнений, і правило гри завжди полягає в тому, щоб влаштовуватися за допомогою „підручних засобів“, тобто на кожен момент обмеженої сукупності химерно підібраних інструментів і матеріалів, оскільки зіставлення цієї сукупності не співвідноситься з проектом, але є результатом, що зумовлений як усіма наявними можливостями до оновлення, збагачення наявних запасів, так і використанням решток попередніх будівель і руїн».
На відміну від сучасної людини, людина первісна будує власний світогляд і мислить, проводячи своєрідний інтелектуальний бріколаж, і її висновки та дії незрозумілі для сучасного «інженерного» мислення.

## В мистецтві
Поняття бріколажу в мистецтві охоплює різномантіні прояви формування творів, від новацій в образотворчому мистецтві, літературі, до рукоділля. До бріколажу зараховуються такі види ручної роботи, як в'язання, вишивання, плетіння, різьблення, карбування, художнє лиття, ковальство і т. д. Бріколажем може бути нова річ, конструкція, іграшка, ідея, техніка творчості, навіть цілий напрям мистецтва. Бріколажем є кулінарна справа, оскільки з кількох різних продуктів створюються оригінальні страви.
Окремим випадком бріколажу в образотворчому мистецтві є колаж — створення твору з різних за кольором і фактурою предметів. Ідея бріколажу служить основою для таких напрямів, як дадаїзм, в рамках якого з набору різних засобів створюються вірші, картини, інсталяції. Термін може вживатися і в негативному значенні як неприйнятне, потворне поєднання різних частин.

## В соціології
Концепцію бріколажу в сучасній соціології релігії розвиває, насамперед, відома французька соціолог Даніель Ерв'є-Лежер, автор таких праць, як «Релігія для пам'яті» (La religion pour mémoire, 1993), «Паломник і навернений: релігія в русі» (Le Pèlerin et le converti. La Religion en mouvement, 1999), «Соціологія та релігія: класичні підходи» (Sociologies et religion: approches classiques, 2001) та ін. Слід зазначити, що остання з перерахованих книг написана Ерв'є-Лежер у співавторстві з Ж.-П. Віллемом — відомим французьким соціологом, якому належить, зокрема, перекладена українською мовою книга «Європа та релігії: ставки ХХІ століття». де чимало місця приділено французькій моделі секуляризації та лаїчності. Д. Ерв'є-Лежер говорить не про зростання секулярності, а про зростання релігійного індивідуалізму, який, наприклад, у Європі набув критичної маси з початком реформації, а остаточно закріпився за часів релігійних мереж «Нью Ейдж». Внаслідок такого індивідуалізму офіційні церкви втрачають свій вплив на суспільство, а набирають сили гетерогенні невеликі групи, члени яких спираються на власний релігійний досвід та самі його інтерпретують. Такий індивідуалізм, в тому числі, призводить до того, що віруючий концентрується не на відносинах із Богом, а на власному самовдосконаленні завдяки особистим зусиллям, через фізичні та спіритуалістичні практики. Сюди ж належить феномен віруючих, які не відносять себе до жодної існуючої конфесії, або поділяють погляди певної традиції, не належачи до неї інституційно («віра без приналежності»). Тобто релігійні інституції втрачають свій вплив зі зростанням індивідуалізму, але набирає сили особиста релігійність, коли критерієм належності до традиції є особисте переконання в такій належності, а не участь у інституційному житті традиції. 
"За модерних часів бути релігійним — це не значить відчувати себе приналежним, а радше прагнути бути таким. Це фундаментальне переосмислення зв'язку з традицією, яке характеризує сучасну релігійну віру, відкриває теоретично необмежені можливості для винаходження, складання докупи та гри з системами мислення, які спроможні «утворювати традицію».
Деякі сучасні дослідники (наприклад, Пітер Бергер) порівнюють бріколаж також зі збиранням моделей з конструктора Lego, коли людина має обмежену кількість символів та елементів світогляду, але вільна розпоряджатися ними за власним бажанням. Теорія бріколажу не призводить до висновків про поступове відкидання чи переопрацювання релігійних елементів та заміну їх на секулярні, оскільки людина може використовувати все ті ж релігійні елементи в нових побудовах, або додавати до них елементи з інших релігійних традицій, чи навіть нерелігійні елементи, і приходити до релігійних висновків, навіть якщо це не входило до її планів, оскільки результат дій бріколера випадковий і не прогнозується заздалегідь. Саме перехід від бріколажу до інженерного мислення можна було б уважати секуляризацією, втім, ще Леві-Стросс застерігав від надання відносинам бріколажу та наукової парадигми рис еволюційного переходу — ці дві форми конструювання світогляду притаманні сучасній людині в однаковій мірі, й бріколаж нерідко застосовується в мистецтві, іграх та навіть теоретичній рефлексії, на рівні з науково-інженерним світобаченням.

## Виноски
1. ↑  «Леви-Стросс К.» Неприрученная мысль / Клод Леви-Стросс // Тотемизм сегодня. Неприрученная мысль: [пер. с фр. А. Б. Островского]. — М.: Академический проект, 2008. — С. 169.
2. ↑  Елсуков, А.Н. (2012). Бриколаж в структурах социального конструирования. Социология : научно-теоретический журнал. Минск : БГУ. с. 53—61.
3. ↑  «Віллем Ж.-П.» Європа та релігії. Ставки ХХІ-го століття / Жан-Поль Віллем; [пер. з фр. Д. Каратєєва]. — К.: Дух і літера, 2006. — 331 с.
4. ↑  «Hervieu-Léger D.» Individualism, the Validation of Faith, and the Social Nature of Religion in Modernity / Danièle Hervieu-Léger; tr. into eng. by Michael Davis // The Blackwell companion to sociology of religion / edited by Richard K. Fenn. — Padstow: Blackwell Publishing Ltd, 2003. — P. 161–175.
5. ↑  «Hervieu-Léger D.» Religion as a chain of memory / Danièle Hervieu-Léger; tr. into eng. by Simon Lee. — Cambridge: Polity Press, 2006. — P. 167.